# Bible d'Alcuin
Ne doit pas être confondu avec Bible de Bamberg.
Ladite Bible d'Alcuin, également désignée sous les termes de Bible de Bamberg, est un manuscrit enluminé de la Bible réalisé à l'abbaye de Marmoutier entre 834 et 843. Le manuscrit d'époque carolingienne est conservé dans la bibliothèque d'État de Bamberg, en Allemagne,,.

## Historique
La conception du manuscrit biblique est estimée entre 834 et 843. Elle est, de manière générale, attribuée à l'abbatiat d'Aladard,. Il est possible que la bible carolingienne de Bamberg ait été exécutée sous l'abbatiat d'Alcuin et produite devant Charlemagne.
Au début du XIe siècle, le manuscrit fait probablement l'objet d'une donation par l'empereur Henri II à la bibliothèque de la cathédrale de Bamberg. Toujours en possession de la bibliothèque ecclésiastique au cours du XVe siècle, la bible carolingienne est adjointe d'une première de couverture estampilée d'un sceau incolore en 1611. Le manuscrit est ensuite mentionné en 1749.

## Caractéristiques et description

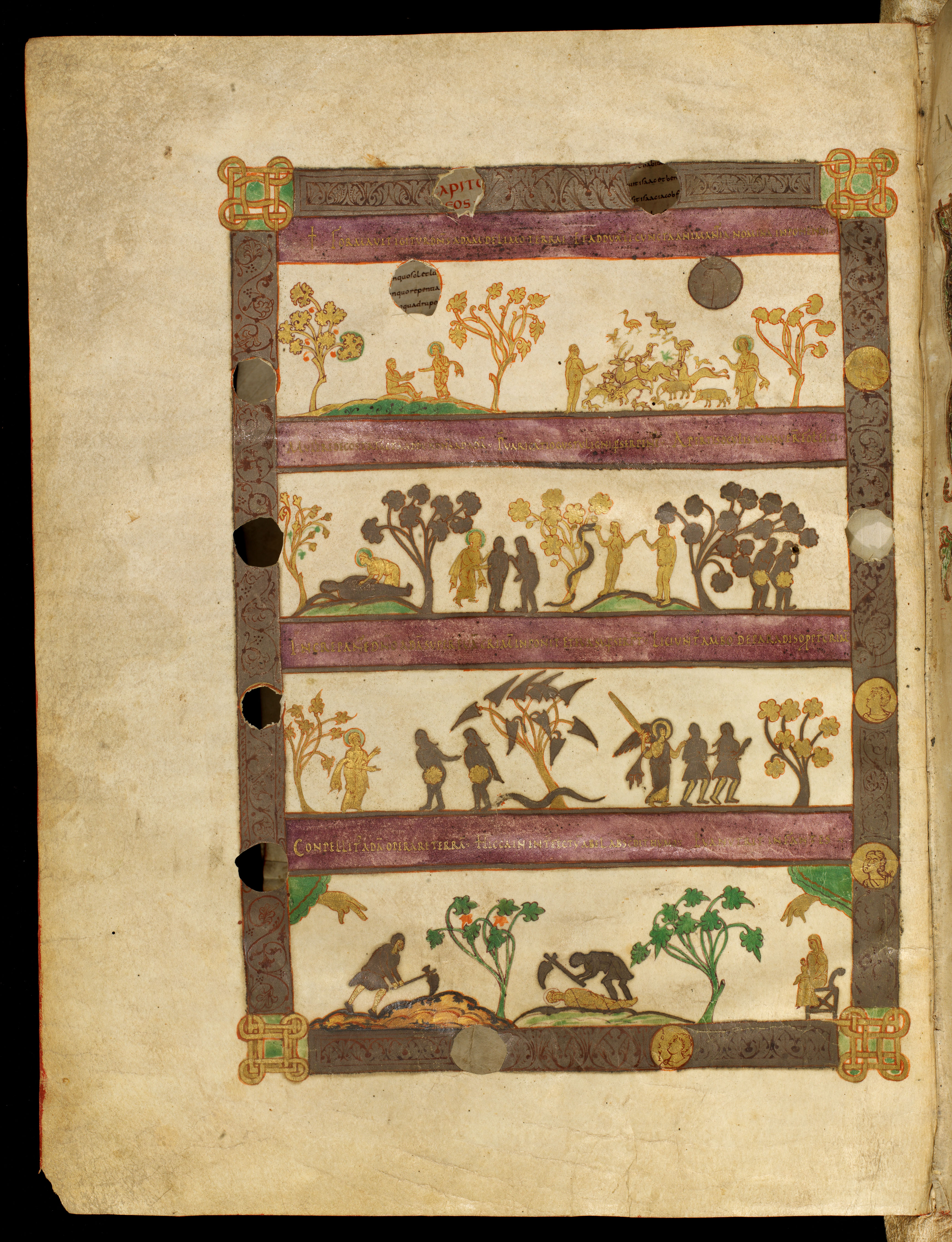
Enluminure représentant des scènes de la Genèse.

### Généralités
La Bible d'Alcuin, l'autre nom désignant le manuscrit carolingien de Bamberg trouve son origine dans l'un de ses médaillons sur lequel est inscrit « ALCUINUS ABBA ». Le manuscrit comprend également un portrait de l'abbé tourangeau.
Le manuscrit est rédigé en minuscule caroline. Il se compose de 423 feuillets de parchemin au format in-folio et mesurant 47 × 35,5 cm. Le contenu des feuillets est mis en page au format (de) 36,5 × 26,5 cm.

### Textes notables
Les pages 2 et 6 rectos sont des épîtres de Saint Jérôme : Frater Ambrosius et Desiderii Mei. La lettre majuscule de Frater (« F ») mesure 31 cm de haut et présente des motifs entrelacés de palmettes ; le reste du terme est doré à la feuille. La lettre majuscule « D » du terme Desiredii est formée de motifs entrelacés verts et mesure 7,5 cm. Deux oiseaux sont représentés à l'intérieur de cette lettre.

### Miniatures

#### Page de la Genèse
La page de miniatures représentant des scènes de la Genèse est, pour l'époque carolingienne, « inhabituelle ». Elle comporte un registre de la création d'Adam et, à contrario des trois autres bibles carolingiennes — la Bible de Moutier-Grandval, la Première Bible de Charles le Chauve et la Bible de Saint-Paul —, la création des animaux et de leur désignation, cette seconde partie se faisant en compagnie d'Adam. Dans le deuxième registre figure la création d'Ève, se réalisant grâce à une côte d'Adam, suivie de la scène du péché originel.